# Hudson (Texas)
Pour les articles homonymes, voir Hudson.
Hudson est une ville située au nord-ouest de la partie centrale du comté d'Angelina, au Texas, aux États-Unis,.

## Démographie
Lors du recensement de 2010, la ville comptait une population de 4 731 habitants. Elle est estimée, le 1er juillet 2019, à 5 000 habitants.

### Source de la traduction
- (en) Cet article est partiellement ou en totalité issu de l’article de Wikipédia en anglais intitulé « Hudson, Texas » (voir la liste des auteurs).